# Zweden op de Olympische Zomerspelen 1912
Zweden was de gastheer van de Olympische Zomerspelen 1912 in Stockholm. Er werden 65 medailles behaald, goed voor een tweede plaats in het medailleklassement.

## Medailleoverzicht
| Sport            | Olympiër | Onderdeel                               | Medaille |
| ---------------- | --- | --------------------------------------- | -------- |
| Atletiek         | Gustaf Lindblom | hink-stap-springen (m)                  | Goud     |
| Atletiek         | Eric Lemming | speerwerpen                             | Goud     |
| Atletiek         | Hugo Wieslander | tienkamp                                | Goud     |
| Atletiek         | Hjalmar Andersson John Eke Josef Ternström                                                                                                 | veldlopen team (m)                      | Goud     |
| Moderne vijfkamp | Gösta Lilliehöök | individueel (m)                         | Goud     |
| Paardensport     | Carl Bonde | dressuur (m)                            | Goud     |
| Paardensport     | Axel Nordlander | eventing (m)                            | Goud     |
| Paardensport     | Axel Nordlander Nils Adlercreutz Ernst Casparsson Henric Horn af Åminne                                                                    | eventing team (m)                       | Goud     |
| Paardensport     | Gustaf Lewenhaupt Gustaf Kilman Hans von Rosen                                                                                             | springconcours (m)                      | Goud     |
| Schieten         | Åke Lundeberg | 100m rennend hert, dubbel schot (m)     | Goud     |
| Schieten         | Alfred Swahn | 100m rennend hert, enkel schot (m)      | Goud     |
| Schieten         | Alfred Swahn Oscar Swahn Åke Lundeberg Per-Olof Arvidsson                                                                                  | 100m rennend hert, enkel schot team (m) | Goud     |
| Schieten         | Vilhelm Carlberg | 25m kleinkalibergeweer (m)              | Goud     |
| Schieten         | Johan von Holst Eric Carlberg Vilhelm Carlberg Gustav Boivie                                                                               | 25m kleinkalibergeweer team (m)         | Goud     |
| Schieten         | Eric Carlberg Vilhelm Carlberg Johan von Holst Paul Palén                                                                                  | 30m militair pistool team (m)           | Goud     |
| Schieten         | Mauritz Eriksson Carl Johansson Erik Blomqvist Carl Björkman Bernhard Larsson Gustaf Jonsson                                               | vrij geweer team (m)                    | Goud     |
| Schoonspringen   | Erik Adlerz | 10m platform (m)                        | Goud     |
| Schoonspringen   | Greta Johansson | 10m platform (v)                        | Goud     |
| Schoonspringen   | Erik Adlerz | hoogduiken (m)                          | Goud     |
| Touwtrekken      | team | mannen                                  | Goud     |
| Turnen           | team | Zweeds systeem team (m)                 | Goud     |
| Wielersport      | Erik Friborg Ragnar Malm Axel Persson Algot Lönn                                                                                           | ploegentijdrit (m)                      | Goud     |
| Worstelen        | Claes Johansson | Grieks-Romeins middengewicht (m)        | Goud     |
| Zeilen           | Carl Hellström Erik Wallerius Harald Wallin Humbert Lundén Herman Nyberg Harry Rosenswärd Paul Isberg Filip Ericsson                       | 10m klasse (m)                          | Goud     |
|                  | |                                         |          |
| Atletiek         | Georg Åberg | Hink-stap-springen (m)                  | Zilver   |
| Atletiek         | Charles Lomberg | Tienkamp (m)                            | Zilver   |
| Atletiek         | Hjalmar Andersson | Veldlopen (m)                           | Zilver   |
| Atletiek         | Ivan Möller Charles Luther Ture Person Knut Lindberg                                                                                       | 4x100m Estafette (m)                    | Zilver   |
| Atletiek         | Thorild Ohlsson Ernst Wide Bror Fock Nils Frykberg John Zander                                                                             | 3000m Team (m)                          | Zilver   |
| Moderne vijfkamp | Gösta Åsbrink | Individueel (m)                         | Zilver   |
| Paardensport     | Gustaf Adolf Boltenstern sr. | Dressuur (m)                            | Zilver   |
| Roeien           | Ture Rosvall William Bruhn-Möller Conrad Brunkman Herman Dahlbäck Wilhelm Wilkens                                                          | vier-met-stuurman, inriggers (m)        | Zilver   |
| Schoonspringen   | Lisa Regnell | 10m platform (v)                        | Zilver   |
| Schoonspringen   | Hjalmar Johansson | hoogduiken (m)                          | Zilver   |
| Schieten         | Edward Benedicks | 100m rennend hert, dubbel schot (m)     | Zilver   |
| Schieten         | Åke Lundeberg | rennend hert, enkel schot (m)           | Zilver   |
| Schieten         | Paul Palén | 25m snelvuurpistool (m)                 | Zilver   |
| Schieten         | Johan von Holst | 25m kleinkalibergeweer (m)              | Zilver   |
| Schieten         | Georg de Laval Eric Carlberg Vilhelm Carlberg Erik Boström                                                                                 | team 50m militair pistool (m)           | Zilver   |
| Schieten         | Arthur Nordenswan Eric Carlberg Ruben Örtegren Vilhelm Carlberg                                                                            | team 50m kleinkalibergeweer (m)         | Zilver   |
| Tennis           | Carl Kempe Gunnar Setterwall | mannen dubbelspel indoor                | Zilver   |
| Tennis           | Sigrid Fick Gunnar Setterwall | Gemengd dubbelspel outdoor              | Zilver   |
| Waterpolo        | Torsten Kumfeldt Harald Julin Max Gumpel Robert Andersson Pontus Hanson, Vilhelm Andersson Erik Bergqvist                                  | mannen                                  | Zilver   |
| Worstelen        | Gustaf Malmström | Grieks-Romeins lichtgewicht (m)         | Zilver   |
| Worstelen        | Anders Ahlgren | Grieks-Romeins halfzwaargewicht (m)     | Zilver   |
| Zeilen           | Nils Persson Hugo Clason Richard Sällström Nils Lamby Kurt Bergström Dick Bergström Erik Lindqvist Per Bergman Sigurd Kander Folke Johnson | 12m klasse (m)                          | Zilver   |
| Zeilen           | Bengt Heyman Emil Henriques Herbert Westermark Nils Westermark Alvar Thiel                                                                 | 8m klasse (m)                           | Zilver   |
| Zwemmen          | Thor Henning | 400m schoolslag (m)                     | Zilver   |
|                  | |                                         |          |
| Atletiek         | Erik Almlöf | Hink-stap-springen (m)                  | Brons    |
| Atletiek         | Emil Magnusson | links- en rechtshandig discuswerpen (m) | Brons    |
| Atletiek         | Bertil Uggla | Polsstokhoogspringen (m)                | Brons    |
| Atletiek         | Gösta Holmér | tienkamp (m)                            | Brons    |
| Atletiek         | John Eke | veldlopen (m)                           | Brons    |
| Atletiek         | Georg Åberg | Verspringen (m)                         | Brons    |
| Moderne vijfkamp | Georg de Laval | individueel (m)                         | Brons    |
| Paardensport     | Hans von Blixen-Finecke sr. | dressuur (m)                            | Brons    |
| Schieten         | Oscar Swahn | 100m rennend hert, dubbel schot (m)     | Brons    |
| Schieten         | Johan von Holst | 25m snelvuurpistool (m)                 | Brons    |
| Schieten         | Gideon Ericsson | kleinkalibergeweer (m)                  | Brons    |
| Schieten         | Mauritz Eriksson Verner Jernström Tönnes Björkman Carl Björkman, Bernhard Larsson Carl Johansson                                           | team militair geweer (m)                | Brons    |
| Schoonspringen   | Gustaf Blomgren | 10m platform (m)                        | Brons    |
| Schoonspringen   | John Jansson | hoogduiken (m)                          | Brons    |
| Tennis           | Sigrid Fick Gunnar Setterwall | Gemengd dubbelspel indoor               | Brons    |
| Worstelen        | Edvin Mattiasson | Grieks-Romeins lichtgewicht (m)         | Brons    |
| Zeilen           | Eric Sandberg Harald Sandberg Otto Aust | 6m klasse (m)                           | Brons    |

Australazië · België · Bohemen · Canada · Chili · Denemarken · Duitsland · Egypte · Finland · Frankrijk · Griekenland · Groot-Brittannië · Hongarije · IJsland · Italië · Japan · Luxemburg · Nederland · Noorwegen · Oostenrijk · Portugal · Rusland · Servië · Turkije · Verenigde Staten · Zuid-Afrika · Zweden · Zwitserland